# Massif du Concors
Le massif du Concors est un petit massif montagneux du Nord-Est des Bouches-du-Rhône. Il culmine à 782 m d'altitude. Le site est protégé au titre des sites naturels.

## Géographie

### Situation
Ce massif boisé est situé entre la montagne Sainte-Victoire au sud, la vallée de la Durance au nord et le département du Var à l'est. Entre basse Provence et moyenne Durance, ce massif est resté en marge du développement urbain. On y accède par le col du Grand Sambuc au sud (séparant le Concors de la montagne des Ubacs, dépendant du massif de la Sainte-Victoire) et par Jouques au nord par la D 11. La vallée du Réal, parcourue par la D 561, sépare la montagne de Vautubière (635 m) au nord-est, du reste du massif. La forêt de Peyrolles constitue la plus grande partie du massif.

### Topographie

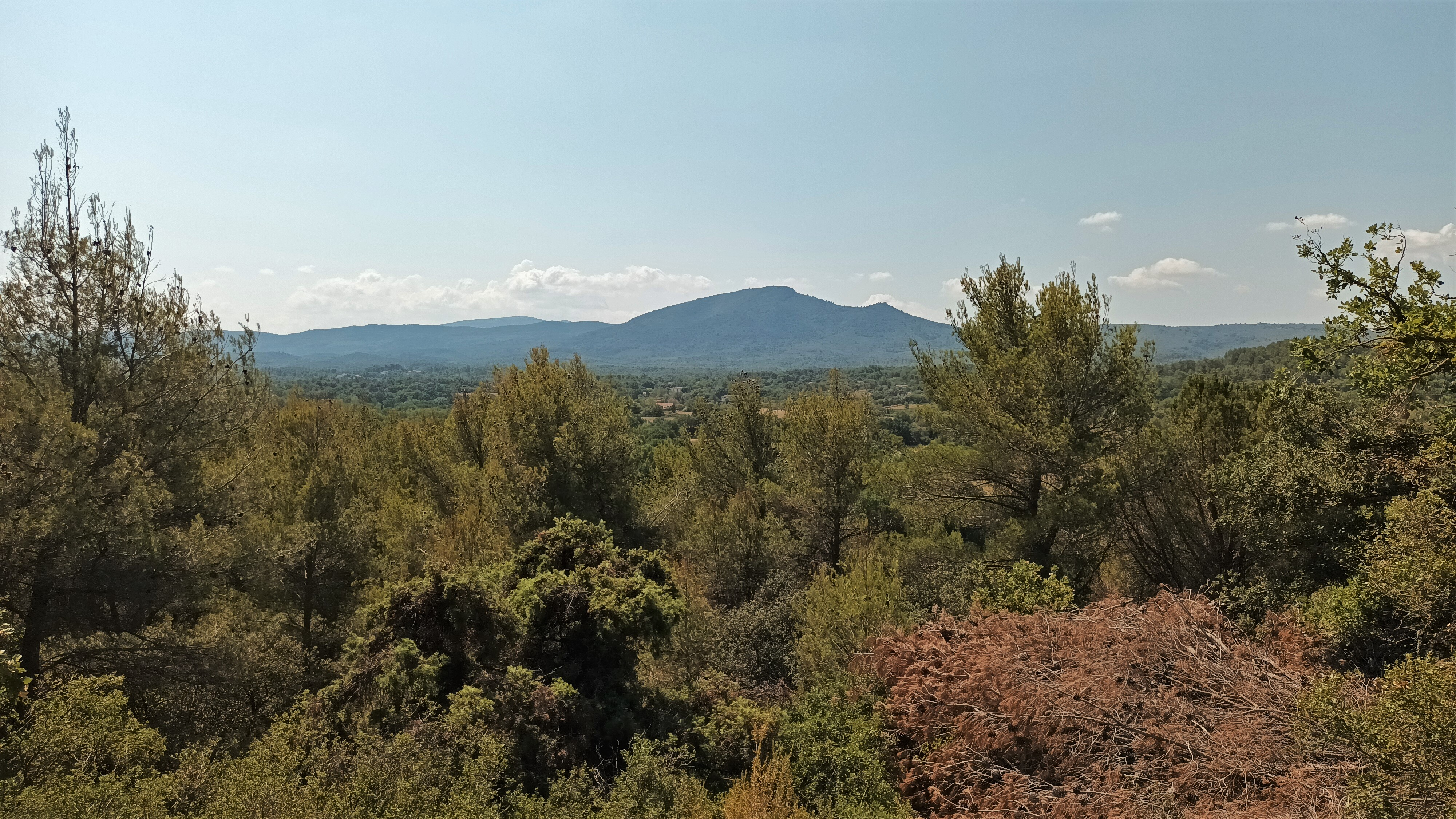
La montagne de Concors vue depuis le nord.

Sa longueur est de 20 kilomètres du sud-ouest au nord-est et sa largeur de 7 à 12 kilomètres du nord au sud. Il traverse les communes de Meyrargues, Jouques, Peyrolles-en-Provence, Saint-Paul-lès-Durance, ainsi que Saint-Marc-Jaumegarde, Venelles, et Vauvenargues en limite méridionale.
Le massif est dominé par la montagne de Concors (782 m).

## Protection environnementale
Par décret du 23 août 2013, une majorité du massif est protégée au titre des sites naturels classés. Le classement est étendu aux communes d'Aix-en-Provence, Jouques, Meyrargues, Peyrolles-en-Provence, Puyloubier, Saint-Marc-Jaumegarde, Vauvenargues et Venelles, pour les Bouches-du-Rhône, ainsi que Pourrières et Rians, dans le Var.